# Matokit
Matokit (lat. Monte Acutum) je najjužniji gorski greben Vrgorskog gorja u Zagori sjeverozapadno od Vrgorca te istočno od Pivčeva polja, dužine oko 8,5 km, strmih obronaka. Pruža se dinarskim smjerom sjeverozapad-jugoistok i na zapadu je usporedan s višim primorskim lancem Biokova, od kojega je odvojen dolinom Ravča - Rašćane. Na jugu je Matokit odvojen od Jadrana nižim primorskim grebenom Rilića s vrhom Susvid (1155 m), a na istoku je Vrgoračko polje i dolina Neretve.
Matokit se proteže zapadno od Vrgorca, te se zapadnije preko sedla Hajduk (oko 700 m) nadovezuje na sljedeći greben Vrgorskog gorja – Mihovil, te dalje na Šibenik.
Najviši vrh je Sveti rok (1062 m) s ostacima kapele sv. Roka. Sam Sv. Rok je lijep kameniti vrh s kojega se pruža širok vidik na sve strane. Nekad se na vrhu nalazila kapelica sv. Roka, a danas je od nje ostala samo gomila razbacanog kamenja.
Latinsko ime ove planine - Monte Acutum, u prijevodu Oštra planina ponajbolje opisuje ovog gorostasa koji svojim oštrim grebenom strši iz okolnih polja.
Sjeverne padine toga grebena su blaže položene i većinom zarasle hrastovo-grabovim šumama (Ostrya carpinifolia). Stjenoviti greben Matokita koji oštro dijeli dvije strane planine predstavlja najslikovitiji dio cijelog Matokita.
Te najviše okomice kod sela Kozica i burno kamenito tjeme grebena Mihovila su najbogatija nalazišta rijetkih biljnih endema u zaleđu Biokova. Po svom biljnom pokrovu i fauni je greben Matokita dosta različit od Biokova i sličan južnijim gorskim grebenima Krivošije i Sniježnice Konavoske.
Ovdašnje pučanstvo se najviše bavi stočarstvom, a zbog južne toplije klime su obronci Matokita naseljeni do nekih 800 m visine: sela Hajduk, Turić, Marinović itd.

## Zanimljivosti
Na planini Matokit, u Biokovskom zaleđu, svoju veliku karijeru započeo je naš najpoznatiji alpinist Stipe Božić, rođen u podnožju ove planine.